# Sáhruh Khán
Sáhruh Khán (hindi nyelven: शाहरुख़ ख़ान; urdu: شاه رخ خان); nyugati átírásban: Shakrukh Khan; /ʃɑːhrux xɑːn/; Újdelhi, 1965. november 2.) indiai színész, producer, televíziós műsorvezető, kiemelkedő alakja Bollywoodnak, az indiai filmiparnak. Muszlim család sarja. Házastársa Gauri Khán (1991–). Két gyermekük van, Szuhana és Ardzsan Khán.
Khán televíziós sorozatokban kezdte a pályafutását az 1980-as évek végén. Első komolyabb filmje a Dévana (1992). Azóta számos sikeres filmben szerepelt és elismerést szerzett a kritikusok körében is. Khán eddig tizennégy Filmfare díjat nyert el, melyek közül nyolcat a „legjobb színész” kategóriában (rekord).
Híres filmjei a Dilvale Dulhanija Le Dzsajenge (1995), Kucs Kucs Hota Hai (1998), Csak De India (2007), Om Santi Om (2007), Rab Ne Bana Di Dzsodi (2008), Kabhi Husi Kabhie Gam (2001), Kal Ho Ná Ho (2003), Vér-Zára (2004), Kabhi Alvida Ná Kehna (2006) és A nevem Khán (2010). Filmjei a tengerentúli piacokat is meghódították, így manapság ő lett India egyik legsikeresebb színésze. 2000 óta televíziós műsorvezető is. Ő az alapítója, illetve tulajdonosa két termelővállalatnak, a „Dreamz Unlimited”-nek és a „Red Chillies Entertainment”-nek. Sáhruh Khánt tartják ma a világ legnagyobb filmsztárjának. 2008-ban a Newsweek beválasztotta a világ 50 legbefolyásosabb embere közé.

## Filmjei
| Év   | Cím                                         | Szerep                       | Egyebek                                                                                     |
| ---- | ------------------------------------------- | ---------------------------- | ------------------------------------------------------------------------------------------- |
| 1992 | Deewana                                     | Raja Sahai                   | Győztes Filmfare Award Debütáló Férfi Színész                                               |
| 1992 | Chamatkar                                   | Sunder Srivastava            |                                                                                             |
| 1992 | Raju Ban Gaya Gentleman                     | Raju (Raj Mathur)            |                                                                                             |
| 1992 | Dil Aashna Hai                              | Karan                        |                                                                                             |
| 1992 | King Uncle                                  | Anil Bhansal                 |                                                                                             |
| 1993 | Baazigar                                    | Ajay Sharma/Vicky Malhotra   | Győztes Filmfare Award Legjobb Férfi Színész                                                |
| 1993 | Darr                                        | Rahul Mehra                  | Jelölt, Filmfare Award Legjobb Gonosztevő                                                   |
| 1993 | Kabhi Haan Kabhi Naa                        | Sunil                        | Győztes, Filmfare Kritikusok Díja Legjobb bemutató Jelölt, Filmfare Award Legjobb Színész   |
| 1994 | Anjaam                                      | Vijay Agnihotri              | Győztes, Filmfare Award Legjobb Gonosztevő                                                  |
| 1995 | Karan Arjun                                 | Arjun Singh/Vijay            | Salman Khannal játszik benne                                                                |
| 1995 | Zamana Deewana                              | Rahul Malhotra               |                                                                                             |
| 1995 | Guddu                                       | Guddu Bahadur                |                                                                                             |
| 1995 | Oh Darling! Yeh Hai India                   | Hero                         |                                                                                             |
| 1995 | Dilwale Dulhania Le Jayenge                 | Raj Malhotra                 | Győztes, Filmfare Legjobb Férfi Színész                                                     |
| 1995 | Ram Jaane                                   | Ram Jaane                    |                                                                                             |
| 1995 | Trimurti                                    | Romi Singh/Bholey            |                                                                                             |
| 1996 | English Babu Desi Mem                       | Vikram/Hari/Gopal Mayur      |                                                                                             |
| 1996 | Chaahat                                     | Roop Rathore                 |                                                                                             |
| 1996 | Army                                        | Arjun                        | Különleges megjelenés                                                                       |
| 1996 | Dushman Duniya Ka                           | Badru                        |                                                                                             |
| 1997 | Gudgudee                                    |                              | Különleges megjelenés                                                                       |
| 1997 | Koyla                                       | Shankar                      |                                                                                             |
| 1997 | Yes Boss                                    | Rahul Joshi                  | Jelölt, Legjobb Komikus                                                                     |
| 1997 | Pardes                                      | Arjun Saagar                 | USA                                                                                         |
| 1997 | Dil to págal hai                            | Rahul                        | Győztes, Filmfare Award Legjobb Komikus                                                     |
| 1998 | Duplicate                                   | Bablu Chaudhry/Manu Dada     | Jelölt, Filmfare Award Legjobb Gonosztevő                                                   |
| 1998 | Achanak                                     | mismo                        | Különleges megjelenés                                                                       |
| 1998 | Dil Se                                      | Amarkant Varma               |                                                                                             |
| 1998 | Kucsh kucsh hotá hai                        | Rahul Khanna                 | Győztes, Filmfare Award Legjobb Színész                                                     |
| 1999 | Baadshah                                    | Raj Heera/Baadshah           | Jelölt, Filmfare Legjobb Komikus                                                            |
| 2000 | Phir Bhi Dil Hai Hindustani                 | Ajay Bakshi                  |                                                                                             |
| 2000 | Hey Ram                                     | Amjad Ali Khan               |                                                                                             |
| 2000 | Josh                                        | Max                          |                                                                                             |
| 2000 | Har Dil Jo Pyar Karega                      | Rahul                        | Különleges Megjelenés                                                                       |
| 2000 | Mohabbatein                                 | Raj Aryan Malhotra           | Győztes, Filmfare Kritikusok Díj és Legjobb Bemutató Jelölt, Filmfare Award Legjobb Színész |
| 2000 | Gaja Gamini                                 | mismo                        | Különleges megjelenés                                                                       |
| 2001 | One 2 Ka 4                                  | Arun Verma                   |                                                                                             |
| 2001 | Aśoka                                       |                              |                                                                                             |
| 2001 | Kabhi Khushi Kabhie Gham                    | Rahul Raichand               | Jelölt, Legjobb Színész                                                                     |
| 2002 | Hum Tumhare Hain Sanam                      | Gopal                        | Salman Khannal játszik benne.                                                               |
| 2002 | Devdas                                      | Devdas Mukherjee             | Győztes, Filmfare Award Legjobb Színész                                                     |
| 2002 | Shakti: La energía                          | Jaisingh                     | Különleges megjelenés                                                                       |
| 2002 | Saathiya                                    | Yeshwant Rao                 | Cameo                                                                                       |
| 2003 | Chalte Chalte                               | Raj Mathur                   |                                                                                             |
| 2003 | Kal ho ná ho                                | Aman Mathur                  | Jelölt, Filmfare Award Legjobb Színész                                                      |
| 2004 | Yeh Lamhe Judaai Ke                         | Dushant                      |                                                                                             |
| 2004 | Main Hoon Na                                | Maj. Ram Prasad Sharma       | Jelölt, Filmfare Award Legjobb Színész                                                      |
| 2004 | Vír-zára                                    | Veer Pratap Singh            | Jelölt, Filmfare Award Legjobb Színész                                                      |
| 2004 | Swades                                      | Mohan Bhargava               | Győztes, Filmfare Award Legjobb Színész                                                     |
| 2005 | Kuch Meetha Ho Jaaye                        | mismo                        | Különleges megjelenés                                                                       |
| 2005 | Kaal                                        |                              | Különleges megjelenés Kaal Dhamaal című dalban.                                             |
| 2005 | Silsiilay                                   | Sutradhar                    | Különleges megjelenés Jab Jab Dil Mile című dalban.                                         |
| 2005 | Paheli                                      | Kishenlal/A Szellem          |                                                                                             |
| 2005 | The Inner and Outer World of Shah Rukh Khan | Önmaga                       | Dokumentumfilm                                                                              |
| 2006 | Alag                                        |                              | Különleges Megjelenés Sabse Alag című dalban.                                               |
| 2006 | Kabhi Alvida Naa Kehna                      | Dev Saran                    | Jelölt, Filmfare Award Legjobb Színész                                                      |
| 2006 | Don - The Chase Begins Again                | Vijay/Don                    | Jelölt, Filmfare Award Legjobb Színész                                                      |
| 2006 | I See You                                   |                              | Különleges Megjelenés a Subah Subah című dalban.                                            |
| 2007 | Chak De India                               | Kabir Khan                   | Győztes, Filmfare Award Legjobb Színész                                                     |
| 2007 | Heyy Babyy                                  | Raj Malhotra                 | Különleges Megjelenés a Mast Kalandar című dalban                                           |
| 2007 | Om Shanti Om                                | Om Prakash Makhija/Om Kapoor | Jelölt, Filmfare Award Legjobb Színész                                                      |
| 2008 | Krazzy 4                                    |                              | Különleges Megjelenés Break Free című dalban.                                               |
| 2008 | Bhoothnath                                  | Aditya Sharma                | Cameo                                                                                       |
| 2008 | Rab Ne Bana Di Jodi                         | Surinder Sahni/Raj           | Jelölt, Filmfare Award Legjobb Színész                                                      |
| 2008 | Kismat Konnection                           | Narrátor                     |                                                                                             |
| 2009 | Luck by Chance                              |                              |                                                                                             |
| 2009 | Billu                                       | Sahir Khan                   |                                                                                             |
| 2010 | Dulha Mil Gaya                              | Pawan Raj Gandhi (PRG)       |                                                                                             |
| 2010 | A nevem Khán                                | Rizván Khán                  |                                                                                             |
| 2010 | Shahrukh Bola Khoobsurat Hai Tu             | Önmaga                       |                                                                                             |
| 2011 | Koochie Koochie Hota Hain                   | Rocky                        |                                                                                             |
| 2011 | Ra.One                                      |                              |                                                                                             |
| 2011 | Don 2 - The Chase Continues                 | Don                          |                                                                                             |